# Переконання (роман)
«Переконання» (англ. Persuasion) — останній повністю завершений роман Джейн Остін. Він був опублікований наприкінці 1817 року, через півроку після її смерті.
Це історія про Енн Елліот, молоду англійку 27 років, родина якої переїжджає, щоб знизити свої витрати і позбутися боргів. Вони здають своє житло адміралу та його дружині. Брат дружини, капітан військово-морського флоту Фредерік Вентворт, був заручений з Енн в 1806 році, тепер вони знову зустрічаються після семирічної розлуки, обоє самотні і неодружені. Це другий шанс на кохання та шлюб для Енн у її другому «розквіті».
Роман був добре сприйнятий на початку 19 століття. Більша слава прийшла пізніше в цьому ж столітті, продовжилася в 20 і 21 століттях. Відтоді було опубліковано багато наукових дискусій про роботу Остін. Енн Елліот помітна серед героїнь Остін своєю відносною зрілістю. Оскільки «Переконання» — останній завершений роман Остін, він вважається її найдовершенішим написаним романом, що демонструє вдосконалення літературних концепцій, які свідчать про жінку, що наближається до сорока років. На відміну від «Чуття і чуттєвості» та «Гордості і упередження», «Переконання» не було створене на основі чорнових варіантів романів, які Остін написала до 1800 року.
Перший тираж «Переконання» було видано разом з раніше не опублікованим «Нортенґерським абатством» наприкінці грудня 1817 року (на титульній сторінці вказано 1818 рік), як два другі томи чотиритомної серії з передмовою Остін, але замість її імені було вказано від автора «Гордості і упередження» та «Менсфілд-парку». Пізніші видання обох романів публікувалися окремо.
У Британії для телебачення було зроблено чотири екранізації роману, починаючи з міні-серіалу 1960 року із Дафні Слейтер. У версії 1971 року головні ролі зіграли Енн Фірбанк та Браян Маршалл; Аманда Рут знялася у версії 1995 року з Кіроном Гайндсом; а версія 2007 року була знята за участю Саллі Гокінз та Руперта Пенрі-Джонса для ITV1. Ще одна екранізація була зроблена у США в 1995 році.

## Сюжет
Історія починається через сім років після розірвання заручин Енн Елліот з тоді ще командиром корабля Фредеріком Вентвортом. Енн, тоді дев'ятнадцятирічна, закохалася і погодилася вийти заміж за гарного молодого морського офіцера. Він був розумний, впевнений у собі, честолюбний і працевлаштований, але ще не заможний і не мав особливих родинних зв'язків, що могли б допомогти йому швидше отримати підвищення. Її батько, сер Волтер, та її старша сестра Елізабет, стверджували, що Вентворт не рівня Елліотам із Келлінч Холлу. Леді Рассел, яка намагалася замінити Енн покійну матір, переконала її розірвати заручини, які вважала недоцільними для такої молодої дівчини. Вони єдині, хто знає про ці короткі заручини, оскільки молодша сестра Мері була в школі.

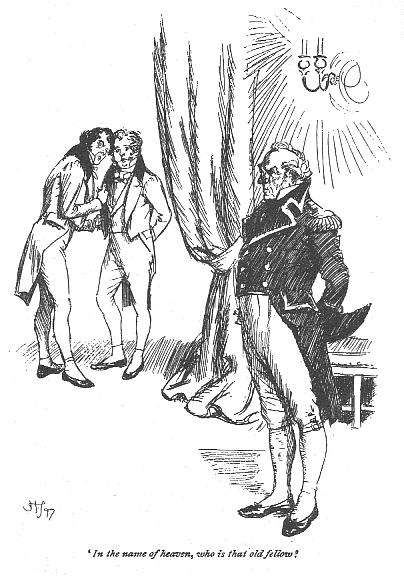
На Бога, хто той старигань!
Ілюстрація Г'ю Томсона.

Елліоти через борги змушені здати в оренду родинний маєток Келлінч Холл і оселитися у Баті, доки фінансова ситуація не покращиться. Баронет сер Волтер, його дочка Елізабет та її нова супутниця місіс Клей з нетерпінням чекають переїзду. Енн невпевнена, що їй сподобається Бат. Мері одружена з Чарльзом Мазгроувом, спадкоємцем шанованого місцевого сквайра з маєтку Апперкросс, що знаходиться неподалік. Енн відвідує Мері та її родину, де її дуже люблять. Кінець війни повертає моряків на берег, включаючи орендарів Келлінч Холлу, адмірала Крофта та його дружину Софію, яка є сестрою Фредеріка Вентворта, нині заможного капітана військово-морського флоту. Капітан Вентворт відвідує свою сестру і зустрічається з родиною Мазгроувів та Енн.
Мазгроуви, включаючи Мері, Чарльза і його сестер Генрієтту та Луїзу, гостинно приймають Крофтів та капітана Вентворта. Він розповідає всім, що хоче одружитися. Обидві сестри в захваті від нового знайомого. Генрієтта симпатизувала своєму двоюрідному брату-священнослужителю Чарльзу Гейтеру, який відсутній перші кілька днів, коли капітан Вентворт приєднується до їхнього кола. І Крофти, і Мазгроуви із задоволенням міркують про те, з якою із сестер капітан Вентворт може одружитися. Коли Гейтер повертається, Генрієтта майже не звертає на нього уваги, але згодом йому вдається повернути її прихильність. Енн досі кохає Фредеріка, тому під час кожної зустрічі з ним вона повинна бути готова вгамовувати свої почуття. Луїза повідомляє капітану Вентворту, що Чарльз Мазгроув спочатку освідчився Енн, але вона відмовила йому. Ця новина приголомшила Фредеріка. Він також дізнається, що саме сестра переконала нерішучу Генрієтту відвідати Гейтерів і завдяки цьому пара знову разом. Капітан схвалив поведінку Луїзи і порадив завжди бути такою ж наполегливою, бо тільки так можна досягти щастя в житті. Енн випадково чує цю розмову і усвідомлює, що він ще не пробачив її того, що вона дозволила рідним переконати себе розірвати їхні заручини сім років тому.
Енн та молоді люди з родини Мазгроувів супроводжують капітана Вентворта у прибережне місто Лайм-Реджис, куди він їде відвідати двох своїх друзів, капітанів Гарвілла та Джеймса Бенвіка. Капітан Бенвік в жалобі через смерть своєї нареченої, сестри капітана Гарвілла, і він цінує співчуття та розуміння Енн. Вони обоє захоплюються поетами-романтиками. Енн привертає увагу джентльмена, який виявляється Вільямом Елліотом, її двоюрідним братом і спадкоємцем Келлінча, який розірвав зв'язки з сером Волтером декілька років тому. В останній ранок візиту Луїза, намагаючись довести свою рішучість і непохитність, не піддається на вмовляння не стрибати з висоти і зазнає серйозного струсу мозку при падінні, коли капітан Вентворт не встигає її підхопити. Енн не розгубилася і організовує інших, щоб викликати допомогу. Капітан Вентворт вражений її поведінкою, відчуваючи провину за те, що сталося з Луїзою. Він переглядає свої почуття до Енн.
Після цього нещасного випадку Енн їде з леді Рассел до свого батька і сестри у Бат, а Луїза та її батьки залишаються в Гарвіллів в Лаймі до її одужання. Капітан Вентворт відвідує свого старшого брата Едварда в Шропширі. Енн бачить, що сер Волтер примирився з містером Елліотом, який нещодавно овдовів, її батько і сестра втішені його увагою. Елізабет припускає, що містер Елліот хоче просити її руки. Хоча Енн подобається містер Елліот і його манери, вона вважає його нещирим.
Адмірал Крофт та його дружина прибувають у Бат з новиною, що Луїза заручена з капітаном Бенвіком. Вентворт приїжджає до Бату, де його долають ревнощі, коли він бачить як містер Елліот залицяється до Енн. Фредерік та Енн поновлюють знайомство. Енн відвідує давню шкільну подругу місіс Сміт, яка живе в Баті і, після смерті чоловіка, опинилася у скрутному становищі. Енн виявляє, що під чарівною зовнішньою оболонкою містера Елліота прихований холоднокровний, егоїстичний пристосуванець, через якого у покійного чоловіка місіс Сміт з'явилися чималі борги. Як виконавець заповіту її чоловіка, містер Елліот не вживає жодних заходів для покращення становища вдови. Місіс Сміт вважає, що хоч його по-справжньому приваблює Енн, але його першою метою є перешкодити місіс Клей одружитися з сером Волтером. Новий шлюб може означати нового сина, витісняючи його як спадкоємця Келлінча.
Мазгроуви відвідують Бат, щоб придбати весільний одяг для Луїзи та Генрієтти, які незабаром виходять заміж. Капітан Вентворт і Гарвілл зустрічаються з ними та Енн в готелі, де зупинилися Мазгроуви. Вентворт підслуховує розмову Енн і Гарвілла про вірність закоханих чоловіків і жінок. Енн каже, що жінки продовжують кохати, навіть коли вже немає надії на взаємність. Глибоко зворушений цим, Вентворт пише і, непомітно для інших, передає їй записку, де зізнається у своїх почуттях до неї. Вийшовши з готелю, під час відвертої розмови Енн та Вентворт з'ясовують, що кохають один одного, та поновлюють заручини. Вільям Елліот залишає Бат. Незабаром місіс Клей приєднується до нього в Лондоні як його коханка, тому небезпеки її шлюбу з сером Волтером вже немає. Леді Рассел зізнається, що помилялася щодо Вентворта, і між ними встановлюються дружні стосунки. Енн та Фредерік одружуються, згодом він допомагає місіс Сміт повернути втрачені активи. Енн звикає до життя дружини капітана військово-морського флоту, якого можуть викликати, коли він буде потрібен своїй країні.

## Головні персонажі

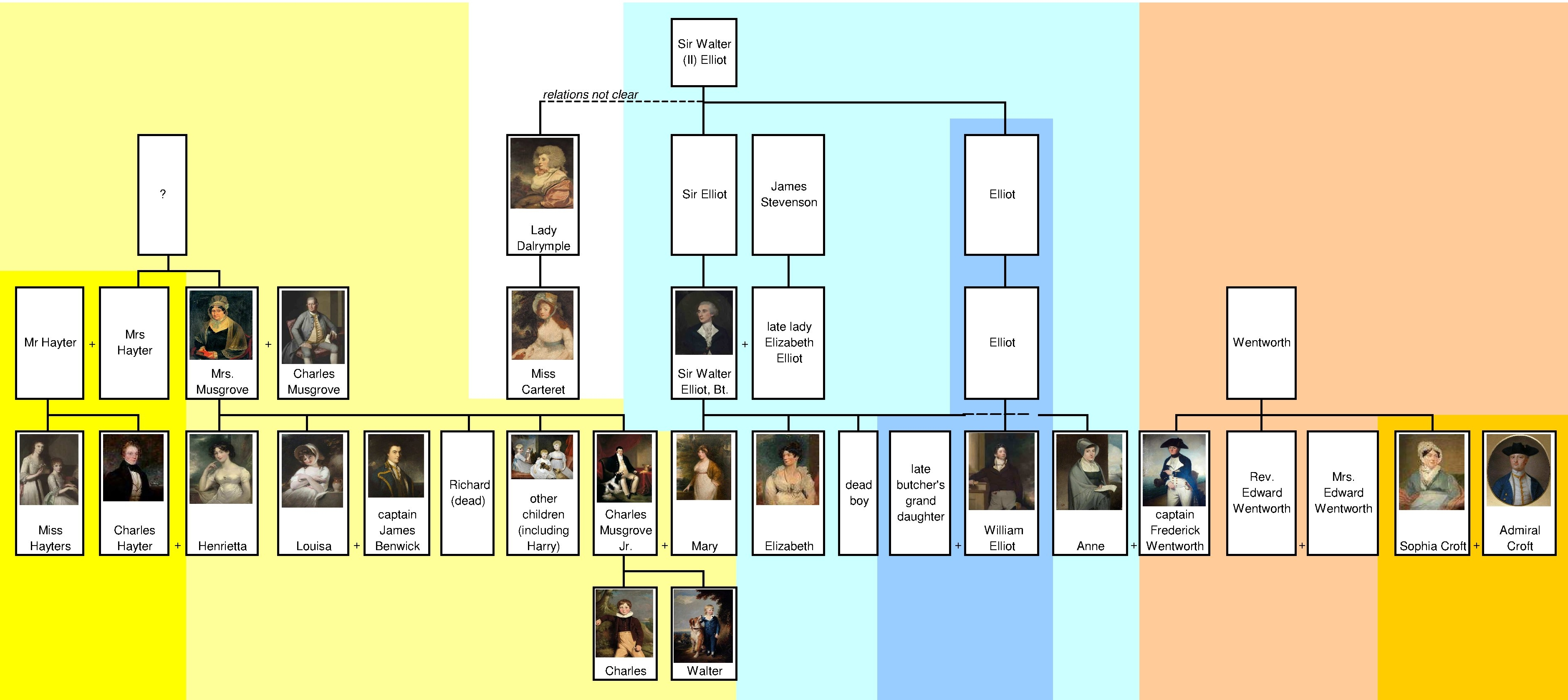
Родинні дерева Елліотів та Мазгроувів у «Переконанні»

Сер Волтер Елліот (англ. Sir Walter Elliot, Bt.) — пихатий, самовдоволений баронет, його розсудлива дружина померла 13 років тому, відтоді через його марнотратство родина опинилася у фінансовій скруті. Значні борги змусити його здати в оренду родинний маєток, Келлінч Холл, адміралу Крофту і винайняти скромніше помешкання у Баті. Хоча він цінує тільки багатство і статус, але дозволяє настирливій місіс Клей, яка має нижче суспільне становище, виконувати роль компаньйонки його старшої дочки.
Елізабет Елліот (англ. Elizabeth Elliot) — старша і найвродливіша з трьох дочок сера Волтера, заохочує необачні витрати свого батька. Вона та її батько вважають, що Енн не варта їхньої уваги. Після смерті матері 13 років тому Елізабет стала господинею Келлінч-Холлу. Прагне вийти заміж, але її обранець повинен мати достатньо високе становище в суспільстві.
Енн Елліот (англ. Anne Elliot) — друга дочка сера Волтера, розумна, витончена, приваблива, не одружена, їй 27 років. Відтоді, як вона розірвала заручини з Фредеріком Вентвортом, який тоді був командиром військово-морського флоту, минуло вже понад сім років. Вона закохалася в нього, але її наставниця леді Рассел переконала відхилити пропозицію через його бідність, непевне майбутнє та її молодість. Енн відмовляє і Чарльзу Мазгроуву через кілька років, знаючи, що вона досі любить Вентворта.
Мері Мазгроув (англ. Mary Musgrove) — наймолодша дочка сера Волтера, одружена з Чарльзом Мазгроувом, стежить, щоб їй віддавали належне, зважаючи на її високе суспільне становище. Часто скаржиться на погане самопочуття, коли засмучена і прагне уваги. Вона проти одруження сестри свого чоловіка Генрієтти з Чарльзом Гейтером, бо вважає, що він не рівня Мазгроувам.
Чарльз Мазгроув (англ. Charles Musgrove) — чоловік Мері та спадкоємець маєтку Мазгроувів. Він спочатку освідчився Енн, але отримав відмову. Приблизно за п'ять років до описаних подій одружився з Мері, вони мають двох синів. Він життєрадісний чоловік, любить полювання і терпляче ставиться до недоліків дружини.
Леді Рассел (англ. Lady Russell) — давня подруга покійної леді Елліот, хрещена Енн і дуже її любить. Вона допомагає схилити сера Волтера до рішення здати в оренду Келлінч Холл і оселитися у меншому помешканні у Баті, щоб мати змогу сплатити борги і покращити фінансове становище. Сім років тому вона переконала Енн розірвати заручини з тоді ще командиром Вентвортом. Вона наглядала за трьома сестрами відтоді, як їхня мати померла. Для неї велике значення має соціальний статус. Тільки Енн, єдина з трьох сестер, нагадує їй покійну леді Елліот.
Місіс Пенелопа Клей (англ. Mrs Penelope Clay) — бідна вдова з дітьми, дочка адвоката сера Волтера та супутниця Елізабет Елліот. Вона має на меті своєю улесливістю завоювати прихильність сера Волтера і стати його дружиною, поки подруга не розуміє цього і вважає її дружбу щирою та безкорисливою.
Капітан Фредерік Вентворт (англ. Captain Frederick Wentworth) — морський офіцер, йому приблизно 31 рік, один із двох братів Софії Крофт. Освідчився Енн майже вісім років тому. У той час він був бідним і без визначених перспектив, але завдяки своїм досягненням у Наполеонівських війнах став капітаном та отримав близько 25 000 фунтів за захоплення ворожих суден. Тепер капітан Вентворт заможний та досі неодружений.
Адмірал Крофт (англ. Admiral Croft) — орендар Келлінч-Холлу, зять капітана Вентворта, доброзичливий, щирий та відвертий. Він був капітаном військово-морського флоту, коли одружився. Брав участь у великій битві при Трафальгарі 1805 року, потім був переведений на схід Індії. Має звання контр-адмірала.
Софія Крофт (англ. Sophia Croft) — сестра капітана Вентворта. 15 років тому стала дружиною адмірала Крофта. Їй 38 років. Для Енн вона приклад рішучої жінки, яка вийшла заміж за коханого, але небагатого, чоловіка і мужньо долає труднощі, які випадають на долю дружини офіцера військово-морського флоту.
Луїза Мазгроув (англ. Louisa Musgrove) — друга сестра Чарльза Мазгроува, віком близько 19 років, жвава панночка, яка повернулася із своєю сестрою зі школи. Їй подобається капітан Вентворт і вона намагається привабити його. Зрештою, Луїза заручилася з капітаном Бенвіком після одужання від важкої травми. Її брат Чарльз зауважує, що вона змінилася, стала стриманішою.
Генрієтта Мазгроув (англ. Henrietta Musgrove) — старша із сестер Чарльза Мазгроува, їй близько 20 років. Генрієтта у захваті від капітана Вентворта, хоча ще нещодавно вона відчувала симпатію до свого двоюрідного брата Чарльза Гейтера, який тимчасово поїхав у справах. Втім, через деякий час після його повернення між ними знову встановлюються такі ж близькі стосунки, як і до від'їзду. Згодом Чарльз і Генрієтта заручаються.
Капітан Гарвілл (англ. Captain Harville) — друг капітана Вентворта. Два роки тому він був поранений, відтоді кульгає. Відтоді Вентворт не бачив свого друга. Гарвілл та його родина оселяються в сусідньому Лаймі на зиму. Його дружина доглядає Луїзу після нещасного випадку, а їхні діти приїжджають до Мазгроувів на Різдвяні свята.
Капітан Джеймс Бенвік (англ. Captain James Benwick) — друг капітанів Гарвілла і Вентворта. Бенвік був заручений із сестрою капітана Гарвілла Фанні, вони чекали покращення його фінансового становища, щоб одружитися. Він нарешті отримав грошову винагороду і підвищення по службі. Але вона померла, поки Бенвік був у морі. Енн хоче допомогти йому і починає розмову про книги, прагнучи розрадити його в час глибокої печалі. Під час одужання Луїза Мазгроув багато часу проводила з Бенвіком, згодом вони заручилися.
Містер Вільям Елліот (англ. Mr William Elliot) — спадкоємець сера Волтера. Пізніше виявилося, що під показною чарівністю містер Елліот холоднокровний, егоїстичний і меркантильний, він став причиною значних боргів покійного чоловіка місіс Сміт, спонукаючи його до непомірних витрат. Як виконавець волі чоловіка, він не вживає жодних дій для поліпшення становища його вдови. Містер Елліот втратив зв'язок з родиною, коли одружився з жінкою нижчого соціального рангу через її статки і нешанобливо відгукувався про сера Волтера. Елізабет вважала Вільяма чи не єдиним чоловіком, гідним її, і сподівалася вийти за нього заміж, Сер Волтер підтримував її у цьому. Він вдівець і зараз його цікавить соціальна цінність титулу, який він колись успадкує. Він доклав зусиль для відновлення стосунків з родиною, щоб стежити за амбітною місіс Клей: якби сер Волтер одружився з нею, спадок Вільяма був би під загрозою. Під час випадкової зустрічі містер Елліот захоплено дивиться на Енн, а коли він потім дізнається, що вона дочка сера Волтера, його цікавість посилюється: якби він одружився з Енн, його титул і спадщина, ймовірно, будуть забезпечені, оскільки її батько буде менш схильний позбавляти спадку свою доньку та зятя. У Баті поширюються чутки про те, що Енн та Вільям заручені.
Місіс Сміт (англ. Mrs Smith) — подруга Енн Елліот, яка живе в Баті. Місіс Сміт — вдова, яка страждає через хворобу та фінансові труднощі. Вона слідкує за подіями в Баті через новини, які вона отримує від своєї подруги місіс Рук, яка крім неї доглядає ще й дружину друга Вільяма Елліота. Місіс Сміт зверталася з проханнями про допомогу у вирішенні фінансових проблем до містера Елліота, друга чоловіка та виконавця його волі, але він, байдужий до її теперішнього скрутного становища, не хоче завдавати цим собі зайвого клопоту. Врешті-решт Вентворт виступає від її імені і, після подолання багатьох перешкод, повертає її майно.
Леді Делрімпл (англ. Lady Dalrymple) — віконтесса, двоюрідна сестра сера Волтера. Вона займає високе становище в суспільстві через своє багатство і титул. Сер Волтер та Елізабет прагнуть, щоб їх якомога частіше бачили в компанії такої видатної родички.

## Історія публікації
У листі до своєї племінниці Фанні Найт у березні 1817 року Остін написала про «Переконання», що у неї є роман, «який може з'явитися приблизно через дванадцять місяців». Джон Мюррей опублікував «Переконання» разом з Нортенґерським абатством у чотиритомному наборі, надрукованому у грудні 1817 року, але датованому 1818 роком. Перше сповіщення з'явилося 17 грудня 1817 року. Родина Остін зберегла авторські права на 1750 примірників, які швидко продавалися.
Генрі Остін подав «Біографічне повідомлення», в якому розкривається особистість його сестри, і вона вже не є анонімним автором.

## Розвиток роману
Канадська вчена Шейла Джонсон Кіндред припустила, що прототипом головного героя роману був брат письменниці Чарльз Остін, офіцер Королівського флоту, оскільки існують деякі подібності між кар'єрою і реальним життям капітана Остіна і вигаданого капітана Вентворта: обидва приблизно в тому ж віці розпочали свою кар'єру командира корабля; обидва були авторитетами для своєї команди; обидва буди підвищені до командування фрегатами, і обидва прагнули поділитися своїми грошовими винагородами з екіпажами, хоча капітану Вентворту успіхи на службі принесли значно більші статки, ніж капітану Остіну. Так само і дружина капітана Остіна Фанні, з якою він одружився на Бермудських островах у 1807 році, має певну схожість з пані Крофт, яка, як і Фанні Остін, деякий час жила на борту морських суден; мешкала на Бермудах і Галіфаксі, перетнула Атлантику п'ять разів, хоча пані Крофт була у романі середніх років, тоді як Фанні Остін виповнилася 15 років, коли вона вийшла заміж за капітана Остіна. Джейн Остін сподобалась Фанні Остін, яка захоплювала своєю «врівноваженістю та здоровим глуздом». Навіть після спалаху війни 1812 року Фанні Остін прагнула бути зі своїм чоловіком, незважаючи на небезпеку американських нападів на Бермуди та Галіфакс, чим вразила Джейн Остін. Її Пані Крофт також має цю привабливу рису — готовність всюди супроводжувати свого чоловіка, навіть коли це пов'язано з ризиком.

## Теми
Хоча читачам цього роману може здатися, що Остін задумала зробити «переконання» об'єднавчою темою історії, але назву книзі дала не вона, а її брат Генрі після передчасної смерті авторки. Безумовно, ідея переконання проходить через усю книгу. Але немає відомого джерела, яке б документувало те, як Остін мала намір назвати свій роман. Одним з її варіантів був «Еліоти», але деякі критики вважають, що це, мабуть, назва, яку вона планувала для цього.
З іншого боку, літературознавець Джилліан Бір констатує, що Остін була глибоко стурбована застосуванням переконання в суспільстві, особливо це стосується складності вибору, що стояв перед молодими жінками в її час. Бір пише, що для Остін та її читачів переконання справді «загрожує моральною небезпекою»;:xv вона зазначає, що Фанні Найт, племінниця Остін, вагалася чи приймати пропозицію свого залицяльника, якщо це означатиме тривалі заручини. Бір пише:
|  | Тут палко висловлені занепокоєння Джейн Остін щодо переконання та відповідальності. Вона відмовляється впливати на рішення Фанні щодо заручин. Перспектива бути відповідальною за вчинки інших людей, лякає її. І все ж Джейн Остін не може уникнути участі переконувача. Оригінальний текст (англ.) Jane Austen's anxieties about persuasion and responsibility are here passionately expressed. She refuses to become part of the machinery with which Fanny is manoeuvering herself into forming the engagement. To be the stand-in motive for another's actions frightens her. Yet Jane Austen cannot avoid the part of persuader, even as dissuader. |

У кінцевому підсумку Фанні відмовила своєму залицяльнику і після смерті тітки вийшла заміж за когось іншого.:x–xv
Таким чином, пояснює Бір, Остін чудово усвідомлювала, що основоположним для процесу людського спілкування є те, що людина переконує інших або сама є тим, кого переконують, правильно чи неправильно. І у своєму романі «Джейн Остін поступово виводить наслідки „справедливого“ та „несправедливого“ переконання». Справді, оповідь проходить через низку ситуацій, в яких люди впливають або намагаються впливати на інших людей — або на себе. Нарешті, Бір зазначає, що «весь задум роману був у тому, щоб розповісти про силу впливу, спокуси, а також нові шляхи, відкриті переконанням».:xv–xviii

## Літературне значення та критика
Хоча вплив поганого здоров'я Остін під час написання «Переконання» неможливо не помітити, роман надзвичайно оригінальний у кількох аспектах. Це перший з романів Остін, у якому центральним персонажем є жінка, для якої за сучасними мірками минув перший розквіт молодості. Британський критик Роберт Ірвін писав про «Переконання», що «це багато в чому радикальний відхід» від попередніх романів Остін. Біограф Остін Клер Томалін характеризує книгу як «подарунок Остін собі, міс Шарп, Кассандрі, Марті Ллойд… всім жінкам, які втратили свій шанс у житті і ніколи не насолоджуватимуться другою весною».
На відміну від інших героїв Остін, які або є частиною шляхти, аристократії або Англійської церкви, капітан Вентворт — чоловік, який розбагатів за рахунок грошової винагороди, здобутої ним за час служби у Королівському флоті. Сер Волтер зневажає військово-морських офіцерів, таких як Вентворт і Крофт, тому що морська служба негативно впливає на зовнішність, і зверхньо каже, що вони занадто швидко піднялися в соціальному статусі, тоді як сам він опинився у скрутному фінансовому становищі через свою марнотратність, а Вентворт розумно використовує свої гроші, отримані завдяки перемогам у морі. Таке ставлення сера Волтера до моряків, які зіграли таку помітну роль у остаточній перемозі Британії над Наполеоном у тривалих війнах з Францією, звучить дуже непатріотично і невдячно. Вчений Гері Келлі припустив, що сер Волтер відображає горезвісне марнотратство і снобізм принца-регента Джорджа — людини, яку Остін дуже не любила — оскільки принц Уельський був сумно відомий своєю розпусністю, азартними іграми, пияцтвом та нездатністю сплатити свої колосальні борги. У той час було поширене переконання, що Британія перемогла Францію, всупереч принцу-регенту, а не завдяки йому. Келлі стверджував, що такий персонаж, як сер Волтер, який не зробив нічого, щоб перемогти Наполеона, але зневажливо висловлюється про когось такого, як Вентворт, — це спосіб Остін висловити своє розчарування принцом-регентом, який привласнив собі всі заслуги за перемогу над Наполеоном.
На відміну від інших книг, пара, яка одружилася, не стала частиною землевласницької шляхти, у романі лише сказано, що їм призначено «осіле життя». Королівські ВМС в «Переконанні» — це меритократія, де людина піднімається через свої таланти, а не через народження та землю, що, як стверджував Ірвін, робить «Переконання» найрадикальнішим з усіх романів Остін.
Ірвін зазначив, що шляхту в «Переконанні» уособлює, зокрема, сер Волтер Елліот, який зображений як пихатий, бундючний телепень, нездатний бути гарним батьком для своїх дітей, тоді як родина Мазгроув недостатньо титулована та елегантна. Сер Волтер отримує задоволення лише від читання «Книги баронетів», а родина Мазгроув невблаганно міщанська за своїми смаками. Адмірал та пані Крофт не планують купувати маєток, тому задовольняються орендою Келлінч Холлу, і краще доглядають за маєтком, ніж сер Волтер, родина якого вже три покоління володіє Келлінч Холлом. Чарльз Мазгроув, хоча доброзичливий і добропорядний, не підходить Енн, оскільки його єдиними інтересами є зброя, мисливство, собаки та коні. У британській художній літературі на той час жінок часто зображували чутливими та поетичними, щоб вони могли вдосконалити когось такого, як Чарльз Мазгроув, і показати йому, що життя — це не тільки полювання, але Енн відмовляється від цієї ролі, а оповідач припускає, що вона вчинила правильно. Шлюб батьків Енн саме такий, мама Енн намагається «покращити» сера Волтера, але це не робить її щасливою. Однак, схоже, можливість такого шлюбу існує для капітана Бенвіка та Луїзи Мазгроув, оскільки оповідач зазначає, що «він стане життєрадісним, а вона навчиться захоплюватися Скоттом та лордом Байроном». Бенвік і Енн — подібні персонажі, які переживають глибоке відчуття втрати, але серце Енн все ж належить капітану Вентворту, тоді як про Бенвіка оповідач каже: «Він… молодший у почуттях, якщо не насправді; молодший, як чоловік. Він оговтається від цього удару і буде щасливий з іншою».
На відміну від сестер Дешвуд («Чуття і чуттєвість») та сестер Беннет («Гордість і упередження»), Енн не близька зі своїми сестрами. Леді Рассел переконала її відхилити першу пропозицію капітана Вентворта, коли Енн була молодшою. Леді Рассел не шкодує про розірвання стосунків Енн з Вентвортом. Вентворт — людина дії, що робить Енн єдиним персонажем у романі, схильним до довгих усамітнених розмірковувань. Енн стає наполегливішою, кажучи в один момент містеру Елліоту: «На мою думку гарна компанія, містере Елліот, — це компанія розумних, добре обізнаних людей, які ведуть цікаву розмову; саме це я називаю гарною компанією». Унікальність кульмінаційного моменту книги, де Енн говорить про вірність, знаючи, що Вентворт слухає, полягає в тому, що героїня в певному сенсі освідчується герою.
Американська вчена Адела Пінч написала, що «Переконання» називають найліричнішим з романів Остін.
Постійні дискусії, які відбувалися у Великій Британії у 18 столітті, стосувалися влади книг над жінками; а саме, чи були жінки більш сприйнятливі до прочитаного, ніж чоловіки, і якщо так, читання добре чи погано впливає на жінок? Остін вперше торкнулася цього питання в «Нортенґерському абатстві», де читання готичних книг має комічний вплив на Кетрін Морланд, але також дає гостріше відчуття реальності та розуміння людей.
Роман описаний у вступі до видання Penguin Classics як чудова історія про Попелюшку. Героїня, яку, як правило, недооцінює і певною мірою експлуатує її оточення; гарний принц, який з'являється на сцені, здається зацікавленим у «більш очевидних» принадах інших; мить усвідомлення і остаточний щасливий кінець.

## Ранні проєкти та доопрацювання
А. Волтон Літц наголосив на особливості «Переконання» Остін поряд з іншими її романами, оскільки ця книга була написана за порівняно короткий час за два-три роки від початку до кінця. Майже всі романи Остін були написані у вигляді перших чернеток (тепер втрачених) у період до 1800 року за десятиліття до їх першої публікації за останні роки життя Остін. Оскільки «Переконання» було написано у таких вузьких часових рамках, Літц зміг знайти та опублікувати ранні рукописні чернетки Остін, коли вона доопрацювала текст роману до остаточної опублікованої форми, показуючи її ретельну увагу до деталей під час редагування власного твору. Літц, посилаючись на дослідження Нормана Пейджа, наводить приклад ретельного редагування Остін, викладаючи уривок відредагованого десятого розділу роману Остін і порівнюючи його з переглянутою версією.
«Переконання» є унікальним серед романів Остін, що дозволяє досить ретельно дослідити, як зафіксував Літц, її редакційну доблесть у перегляді та вдосконаленні ранніх текстів її власних творів.

## Адаптації
За мотивами «Переконання» було створено декілька адаптацій. Але, здається, це перша її історія, що перетворилася на еротику. На основі цього роману Роджер Лонгрігг пише свій твір «Чесноти і вади: видатний ронделет кохання та пристрасті в Едвардіанський період» (1980), дивовижну, комічну версію «Переконання».

### Телебачення
- 1960 рік: «Переконання», мінісеріал BBC у головних ролях Дафні Слейтер (Енн) та Пол Дейнмен (капітан Вентворт).[26]
- 1971 рік: «Переконання», мінісеріал ITV у головних ролях Енн Фірбанк (Енн) та Браян Маршалл (капітан Вентворт).[26]
- 1995 рік: «Переконання», фільм, що зробили для телебачення (вийшов в американських театрах Sony Pictures Classics), в якому знялася Аманда Рут у ролі Енн і Кірон Гайндс (капітан Вентворт).[26]
- 2007 рік: «Переконання», телеспектакль, знятий у Баті у вересні 2006 року для ITV1, із Саллі Гокінз у ролі Енн, Руперт Пенрі-Джонс у ролі капітана Вентворта.[27]
- 2019 рік: «Раціональні створіння», модернізація «Переконання», з Крістіною Пупо в ролі Анни Еліас (Енн Еліот) та Пітером Гіеслом в ролі Фреда Вентворта (капітан Вентворт).

### Театр
- 2010 рік: «Переконання», музична драма, адаптована Барбарою Ландіс, з використанням музики того періоду, вибраної з власних творів Остін. Вона була виконана Камерною оперою в Чикаго спочатку в 2011 році,[28] знову в 2013 році,[29] а згодом виконана тією ж компанією в Нью-Йорку та декількох містах Сполученого Королівства з 2013 по 2015 роки.[30]
- 2011 рік: Адаптація «Переконання» Тіма Люскомба для сцени була підготовлена компанією Salisbury Playhouse (Театр репертуарів)[31] у 2011 році.[32] У 2019 році цю адаптацію поставив Генезійський театр.[33]
- 2012 рік: «Переконання», пристосоване для театру Джоном Джорі, світова прем'єра в Onstage Playhouse в Чула-Віста, штат Каліфорнія.[34]
- 2017 рік: «Переконання», режисер Джефф Джеймс, який адаптував його разом з Джеймсом Єтманом, пройшло у Royal Exchange Theatre в Манчестері в травні та червні.[35]
- 2018: «Переконання»: нова п'єса Сари Роуз Кірнс, адаптована з роману Джейн Остін;[36] у розробці у 2016—2018 роках за сприяння Фонду HB Playwrights[37] та Товариства Джейн Остін регіону Нью-Йорк Метрополітен Північної Америки.[38]

### Радіо
- 1986 рік: BBC Radio 4 театралізувало повнометражну адаптацію в трьох частинах з Джульєт Стівенсон (Енн) і Тімом Брайерлі в ролі капітана Вентворта.[39]

## Видання українською мовою
- Остін, Джейн (2009). Доводи розсудку. пер. з англ.  Т. Шевченко. Харків: Фоліо. с. 318. ISBN 9789660347007.
- Остін, Джейн (2013). Доводи розсудку. пер. з англ.  Т. Шевченко. Харків: Фоліо. с. 320. ISBN 9789660365667.
- Остін, Джейн (2019). Переконання. пер. з англ. Київ: Знання. с. 303. ISBN 9786170707116.